# Science-Fiction-Jahr 1864
Übersicht

◄◄ | ◄ | 1860 | 1861 | 1862 | 1863 | Science-Fiction-Jahr 1864 | 1865 | 1866 | 1867 | 1868 | ► | ►►

Weitere Ereignisse

## Neuerscheinungen Literatur
| Deutscher Titel                    | Deutschsprachiges Erscheinungsjahr | Originaltitel                       | Autor              | Anmerkungen                             |
| ---------------------------------- | ---------------------------------- | ----------------------------------- | ------------------ | --------------------------------------- |
| Die Reise zum Mittelpunkt der Erde | 1873                               | Voyage au centre de la terre        | Jules Verne        |                                         |
|                                    |                                    | The History of a Voyage to the Moon | Chrysostom Trueman | Mondreise mit Hilfe von Antigravitation |

## Geboren
- Emil Sandt († 1938)
- Frank Wedekind († 1918)